# Manfred Wilhelms
Manfred Wilhelms (* 20. Jahrhundert) ist ein deutscher Filmemacher, Fotograf und Bildender Künstler.

## Leben
Manfred Wilhelms studierte Malerei und Fotografie sowie Film in Berlin.
Bekanntheit erlangte Wilhelms mit dem zwischen 1990 und 1992 produzierten Film Rostige Bilder. Weltpremiere feierte der Film auf dem Internationalen Forum des Jungen Films im Rahmen der Berlinale 1992. Der Film erhielt zwei internationale Filmpreise. Der erste war 1992 der «Grand Premier Prix» des Festival du film sur l’art in Paris und der zweite war 1993 der «Prix du meilleur Essai» des Festival International du Film sur l’Art in Montreal, Aufführung im Louvre, Paris 1993. Der Film wurde u. a. präsentiert auf Festivals in Sao Paulo, Bombay, Teheran und Tokyo. Er zeigt eine Motivreise des Malers Fritz Kreidt durch die Braunkohlegebiete der ehemaligen DDR in der Umgebung von Leipzig, in Leuna und in Brandenburg. Wilhelms greift mit diesem Film zurück auf die Ursprünge des Kinos, wie sie sich in der Stummfilmära entwickelt hatten, als ein in den Bahnhof einfahrender Zug noch eine Sensation für die Zuschauer war.
Es folgten Dokumentarfilme mit Berlin-Bezug, wie Im Lichtbild der Großstadt (1998) und Die Legende vom Potsdamer Platz (2001).

## Filmografie (Auswahl)
- Rostige Bilder. Welturaufführung: Internationale Filmfestspiele Berlin, Februar 1992, im Internationalen Forum des Jungen Films (Produzent, Regie, Drehbuch, Kamera, Schnitt)
- Laufen um zu leben, Erstaufführung: 2. Mai 1997 im WDR (Produzent, Regie, Kamera, Schnitt)
- Im Lichtbild der Großstadt – Berlin-Fragment. Welturaufführung: Februar 1998, Internationale Filmfestspiele Berlin, Internationales Forum des Jungen Films, in der Reihe „Neue Deutsche Filme“ (Produzent, Regie, Drehbuch, Kamera, Schnitt)
- Die Legende vom Potsdamer Platz. Welturaufführung: Internationale Filmfestspiele Berlin, Februar 2001, im Internationalen Forum des Jungen Films (Produzent, Regie, Drehbuch, Kamera, Schnitt)
- Gegen den Rhythmus/Jugend out of Space, Erstaufführung: 21. Juli 2002 auf hessen 3 (Produzent, Regie, Kamera, Schnitt)
- Der Flaneur von Berlin – Eine Erzählung von zwei Städten. Welturaufführung: The Museum of Modern Art (MOMA), New York, am 7. und 9. November 2005, in New York (Produzent, Regie, Drehbuch, Kamera, Schnitt)

## Wichtige Aufführungen und Ausstellungen (Auswahl)
- 4. April 2002 bis 17. April 2002: Retrospektive / Film-Werkschau im Kino Arsenal, Berlin.[1] Mit einem Vortrag am 11. April 2002: Die Menschenrechte des Auges – Über fotografischen Film und digitale Bildtechniken. In freier Aneignung der Aby Warburg’schen Deklaration der „Menschenrechte des Auges“.
- Sichtbare Vergangenheit. 30. September 2006 bis 10. Dezember 2006. Multimediale Ausstellung im Industrie-Denkmal Kraftwerk Plessa. Ausstellung zu Braunkohlelandschaften und Industriebauten: Film und 85 großformatige Fotografien von Manfred Wilhelms, sowie Malereien von Fritz Kreidt. Manfred Wilhelms war verantwortlich für Idee und Konzeption zudem war er Initiator, Organisator und Kurator der Ausstellung sowie ausstellender Künstler als Fotograf und Filmemacher.[2]
- Im Lichtbild der Großstadt - Berlin—Pictures of a City, 1998. Germany. Manfred Wilhelms. 82 min., auf dem Festival Berlin in Lights, Carnegie Hall, The Museum of Modern Art (MoMA), New York, Friday, November 9, 2007, 8:30 p.m. - Theater 1 (The Roy and Niuta Titus Theater 1)[3]
- "Rostige Bilder" - Industrielandschaften auf dem Gebiet der DDR, 1990/91, Deutsches Technikmuseum, Sonderausstellung in der Galerie der Fototechnik-Dauerausstellung, 7. Juli bis 31. Oktober 2010